# Corotoscopio

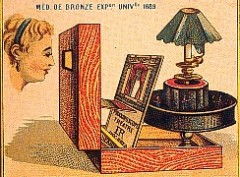
Ilustración del corotoscopio

El corotoscopio (originalmente choreutoscope) es la primera máquina anterior a la invención del cine que usa el mismo mecanismo que el cinematógrafo.

## Invención
Esta máquina fue desarrollada por el físico inglés Lionel S. Beale en el año 1886, es decir, nueve años antes de la primera presentación pública del cinematógrafo de los hermanos Lumière.
Beale nunca patentó su diseño del corotoscopio, así que el norteamericano A.B.Brown lo hizo con una máquina muy similar en el año 1896. Esta no fue la única versión patentada, ya que el inglés William C. Hughes hizo lo mismo en el año 1884 con su propia versión del corotoscopio.
De forma casi contemporánea al corotoscopio de Beale, en el año 1965 encontramos también el Corotoscopio Tournant de Alfred Molteni, un científico francés.

## Funcionamiento
El corotoscopio permite, junto con una linterna mágica, proyectar imágenes en movimiento, basándose en el concepto de la persistencia de retina planteado por Joseph Plateau.
Con un mecanismo de cruz de Malta i una rueda de engranaje se consigue la proyección consecutiva de imágenes (con ligeras diferencias entre ellas) sobre una placa de cristal, complementándolo con un obturador sincronizado que evita que la luz atraviese cuando no es necesario. Este mecanismo hacía avanzar la imagen, creando lo que más tarde se conocerá como sistemas de arrastre de las películas cinematográficas.
Las primeras imágenes proyectadas usando este mecanismo fueron un esqueleto dibujado por el propio Lionel Beale.